# إيناس حقي
إيناس حقي (11 سبتمبر 1930 - 15 فبراير 2009) سباحة ومحامية مصرية. كانت أول سباحة مصرية في القرن العشرين، وأول فتاة تفوز بلقب بطولة العالم الأولى في سباحة المسافات الطويلة للفتيات عام 1955 بفرنسا.

## سيرتها
ولدت إيناس حقي في عام 1930 ونالت شهادة ليسانس في الحقوق في 1953. بدأت ممارسة السباحة وعمرها 12 عالماً وكانت بطلة ألعاب قوى جرى 60- 200- 800 متر. كونت فريق باسكت بالكلية وحصلت على الكأس من معهد التربية الرياضية. أصبحت كابتن منتخب الجامعة لمدة سنتين. حققت بطولات عالمية في السباحة، الأولى في بطولة العالم بفرنسا 1955 سباق سان نازير لابول وقطعت 40 كيلومتراً في 10 ساعات و3 دقائق، والثانية في بطولة العالم محترفات سباق كابري - نابولي لمسافة 35 كيلومتراً نفس العام. والأولى هاويات في‌ سباق النيل الدولي الثاني‌ بالقاهرة، والأولى في بطولة سباق المحترفات باللاذقية بسوريا 1958 لمسافة 33 كيلومتراً وقطعتها في 9 ساعات.

عملت بالمحاماة من سنة 1953 حتی 1963 ثم التحقت بالشئون القانوية بالتليفزيون لمدة 6 سنوات وبعدها انتقلت للشئون القانونية بمصر للتأمين حتی احيلت للمعاش.

تفرغت لتربية بتاتنها بعد وفاة زوجها الفنان عادل خيري وتمكنت ابنتها عبلة من احراز بطولات دولية في السباحة.